# 土居安邦
土居 安邦（どい やすくに、1943年8月29日 - ）は、日本の経営者。UFJ信託銀行社長を務めた。兵庫県出身。

## 経歴
1966年に慶應義塾大学経済学部を卒業し、同年に東洋信託銀行に入行。
1993年6月に取締役に就任し、1997年6月に常務、2000年5月に専務を経て、2002年1月にUFJ信託銀行社長に就任。2004年6月を以って、社長を退任。